# Take a Look Around
Take a Look Around (englisch für „Sieh dich um“) ist ein Lied der US-amerikanischen Nu-Metal-Band Limp Bizkit. Der Song ist die erste Singleauskopplung ihres dritten Studioalbums Chocolate Starfish and the Hot Dog Flavored Water und wurde am 6. Juni 2000 veröffentlicht. Zudem ist er auf dem Soundtrack zum Film Mission: Impossible II enthalten.

## Inhalt
Take a Look Around ist eine Ansage von Limp Bizkit an alle Kritiker ihres Auftretens und ihrer Musik. Dabei fragt sich Fred Durst, woher der ganze Hass komme, der ihm entgegen schlägt, seitdem er erfolgreich ist. Er kommt zu dem Schluss, dass die Kritiker seine Kunst einfach nicht verstehen und statt ihr kurzes Leben zu genießen, es mit Hass verschwenden, da die ganze Welt hasserfüllt sei.

“Now all the critics wanna hit it, ya shit can how we did it

Just because they don’t get it

[…]

Do we always gotta cry? Do we always gotta live inside a lie?

Life’s just a blast that’s movin’ really fast

You better stay on top or life will kick you in the ass

[…]

I know why you wanna hate me

’Cause hate is all the world has even seen lately”

## Produktion
Take a Look Around wurde von Limp Bizkit produziert. Der Text wurde von Limp-Bizkit-Sänger Fred Durst verfasst, während die Musik von dem argentinischen Komponisten Lalo Schifrin geschrieben wurde und aus der US-amerikanischen Fernsehserie Kobra, übernehmen Sie (Originaltitel: Mission: Impossible) stammt.

## Musikvideo
Bei dem zu Take a Look Around gedrehten Musikvideo führte Limp-Bizkit-Sänger Fred Durst selbst Regie.
Zu Beginn des Videos erhält Fred Durst einen Anruf in einer Telefonzelle, bei dem er aufgefordert wird, einen Koffer mit einer Diskette von einer Gruppe Geheimagenten zu beschaffen. Er bespricht sich mit seinen Bandkollegen und sie beschließen, sich Verkleidungen zu kaufen. Kurz darauf betreten vier Geheimagenten ein Restaurant, in dem die Bandmitglieder undercover als Köche, Küchenhilfen und Kellner arbeiten. Die Gruppe serviert dem Agenten, der im Besitz des Koffers ist, eine extra-scharf-gewürzte Suppe, woraufhin dieser in Panik auf die Toilette rennt. Als der Agent vom Klo zurückgeht, wird er von Fred Durst mit einer mit Geschirr gefüllten Schüssel niedergeschlagen. Es entsteht eine Schlägerei, bei der sich der Koffer öffnet und die Diskette herausfällt. Sie wird von einem Restaurant-Angestellten gefangen, der Fred Durst einen Telefonhörer in die Hand drückt, in dem die Stimme vom Anfang erklärt, dass die Mission abgebrochen werden soll und die Agenten nur Lockvögel seien. Zwischen der Handlung sieht man Sequenzen aus dem Film Mission: Impossible II sowie die Band, die den Song in einem dunklen Raum spielt.

## Single

### Covergestaltung
Das Singlecover zeigt eine Comicfigur, die ein Mikrofon in der Hand hält und ein rotes Baseballcap trägt. Es ist die gleiche Figur wie auf dem Cover des Albums Significant Other. In der Mitte befindet sich der orange-rote Schriftzug LimpBizkit und darunter der Titel take a look around (theme from MI:2) in Orange. Der Hintergrund ist je nach Singleversion hellblau oder gold gehalten.

### Titelliste
Version 1
1. Take a Look Around (Albumversion) – 5:21
2. Faith – 3:52
3. Break Stuff (Video) – 2:47

Version 2
1. Take a Look Around (Radioversion) – 4:24
2. N 2 Gether Now (live) – 4:05
3. Nookie (live) – 6:54
4. N 2 Gether Now (Video) – 3:55

## Preise
Bei den Grammy Awards 2001 wurde Take a Look Around in der Kategorie Best Hard Rock Performance nominiert, unterlag jedoch dem Lied Guerrilla Radio von Rage Against the Machine.

## Kommerzieller Erfolg

### Chartplatzierungen
Take a Look Around stieg am 17. Juli 2000 auf Platz 18 in die deutschen Charts ein und erreichte vier Wochen später mit Rang 4 die höchste Position. Insgesamt konnte es sich 17 Wochen lang in den Top 100 halten, davon sechs Wochen in den Top 10. In den deutschen Jahrescharts 2000 belegte die Single Platz 39. Ebenfalls die Top 5 erreichte Take a Look Around u. a. in Spanien, Finnland, dem Vereinigten Königreich, Italien und Österreich. Dagegen verpasste das Lied in den Vereinigten Staaten die Top 100.
| ChartsChartplatzierungen     | Höchstplatzierung | Wochen |
| ---------------------------- | ----------------- | ------ |
| Deutschland (GfK)            | 4 (17 Wo.)        | 17     |
| Österreich (Ö3)              | 4 (18 Wo.)        | 18     |
| Schweiz (IFPI)               | 7 (25 Wo.)        | 25     |
| Vereinigtes Königreich (OCC) | 3 (18 Wo.)        | 18     |

| ChartsJahrescharts (2000)    | Platzierung |
| ---------------------------- | ----------- |
| Deutschland (GfK)            | 39          |
| Österreich (Ö3)              | 16          |
| Schweiz (IFPI)               | 27          |
| Vereinigtes Königreich (OCC) | 37          |

### Auszeichnungen für Musikverkäufe
Take a Look Around wurde noch im Erscheinungsjahr für mehr als 250.000 Verkäufe in Deutschland mit einer Goldenen Schallplatte ausgezeichnet. Im Vereinigten Königreich erhielt es 2023 für über 600.000 verkaufte Exemplare eine Platin-Schallplatte. Damit ist es eine der kommerziell erfolgreichsten Singles der Band.
| Land/Region                  | Auszeichnungen für Musikverkäufe (Land/Region, Auszeichnung, Verkäufe) | Verkäufe  |
| ---------------------------- | ---------------------------------------------------------------------- | --------- |
| Belgien (BRMA)               | Gold                                                                   | 25.000    |
| Brasilien (PMB)              | Gold                                                                   | 30.000    |
| Deutschland (BVMI)           | Gold                                                                   | 250.000   |
| Finnland (IFPI)              | Gold                                                                   | 5.070     |
| Frankreich (SNEP)            | Silber                                                                 | 125.000   |
| Italien (FIMI)               | Gold                                                                   | 50.000    |
| Österreich (IFPI)            | Gold                                                                   | 25.000    |
| Vereinigtes Königreich (BPI) | Platin                                                                 | 600.000   |
| Insgesamt                    | 1× Silber · 6× Gold · 1× Platin ·                                      | 1.110.070 |

Hauptartikel: Limp Bizkit/Auszeichnungen für Musikverkäufe